# Kanjia
Kanjia fou un un antic principat de l'Índia la capital del qual era Kanjia al nord de Saugor a les Províncies Centrals, avui Madhya Pradesh, a 24° 23′ 30″ N, 78° 15′ 00″ E / 24.39167°N,78.25000°E.
El seu primer governant conegut era un raja bundela de nom Debi Singh, el fill del qual Shahji va construir la fortalesa de Kanjia en un turó al sud de la vila. Era un fort quadrats amb una torre a cada cantonada i a l'interior una hectàrea de terreny coberta d'edificis avui en ruïnes. El 1726, Vikramaditya, un descendent de Shahji, fou expulsat de Kanjia per Hasanullah Khan, nawab de Kurwai, i es va refugiar a Piprasi, un petit poble a l'extrem nord de la comarca on els seus descendents van conservar un territori com a sobirans sota domini britànic, sense pagar renda. El 1870 era príncep Amrit Singh.
Mentre Kanjia fou perduda pel nawab de Kurwai a mans del peshwa maratha el 1758, i fou donat en feu a un dels seus oficials de nom Khandarao Trimbak. El seu successor fou Ramchandra Ballal (també Ram Bhari); quan el peshwa va cedir el territori de Saugor que incloïa Kanjia i Malhargarh els feus de Ramchandra (1818) el perjudicat va rebre en compensació el principat d'Itawa. El mateix anys els britànics van entrar a Kanjia i la van cedir a Sindhia que la va conservar fins al 1857. En aquest any els bundeles de la zona i estats veïns es van dirigir a l'oficial de Sindhia a Kanjia, Amrit Singh, al que van proclamar governant per força; però al cap de pocs dies Amrit va fugir per reunir-se amb el seu sobirà; llavors els bundeles van saquejar Kanjia però la van evacuar quan es va acostar Sir Hugh Rose; els Sindhia de Gwalior la van recuperar i van conservar Kanjia fins a un intercanvi de territori el 1860 quan va retornar als britànics i inclosa al districte de Saugor o Sagar.